# Беккер, Тимо
Тимо Беккер (нем. Timo Becker; родился 25 марта 1997 года, Хертен, Германия) — немецкий футболист, защитник клуба «Шальке 04».

## Карьера
Тимо Беккер — воспитанник «Буер 07/28», «Шальке 04» и «Рот-Вайсс (Эссен)». За последних дебютировал в матче против футбольного клуба «Фортуна Дюссельдорф II». Из-за травмы мышечного волокна и лодыжки он пропустил 34 дней. Свой первый гол забил в ворота «Шпроккхёфеля». Из-за рецидива травмы мышечного волокна и воспаления зубов он пропустил 25 дней. Всего за клуб сыграл 89 матчей, где забил 5 мячей и отдал 3 голевых передачи.
7 августа 2019 года перешёл в «Шальке 04». Свою первую игру за «Шальке 04 II» провёл против футбольного клуба «Липпштадт 08», где забил гол. За основную команду впервые сыграл в матче против берлинского «Униона». Из-за проблем с бедром пропустил 4 дня. Всего за клуб Беккер сыграл 69 матчей, где забил 4 мяча.
20 января 2022 года был отдан в аренду в «Ганзу». За клуб дебютировал в матче против «Хайденхайма». Всего за клуб сыграл 14 матчей.
1 июля 2022 года перешёл в «Хольштайн». Дебют в клубе состоялся 16 июля в матче 1-го тура против футбольного клуба «Гройтер Фюрт», где Беккер забил свой первый гол за «Хольштайн». Из-за инфекции и разрыва сухожилия пропустил 91 день.
В преддверии сезона 2025/26 стало известно, что Тимо Беккер возвращается в «Шальке 04» с контрактом на четыре года до 30 июня 2029 года.

## Достижения
- Обладатель кубка Нижнего Рейна: 2015/16
- Финалист кубка Нижнего Рейна: 2016/17, 2017/18
- Победитель второй Бундеслиги: 2021/22
- Вице-чемпион второй Бундеслиги: 2023/24